# Wilhelm Büchner (Pädagoge)
Carl Wilhelm Ferdinand Büchner (* 26. Juli 1807 in Bardenitz; † 13. Mai 1881 in Schwerin) war ein Klassischer Philologe und deutscher Gymnasiallehrer, zuletzt Gymnasialdirektor in Schwerin.

## Leben
Wilhelm Büchner, Sohn des Pfarrers August Friedrich Eberhard Büchner (* 31. Oktober 1768 in Flechtingen/Altmark; † 17. August 1823 in Bardenitz), hatte von Ostern 1821 bis Ostern 1827 als Schüler das Lyceum in Wittenberg besucht. Nach dem Erreichen der Hochschulreife begann er an der Universität Halle-Wittenberg, wo er sich bei Karl Christian Reisig dem Studium der klassischen Philologie widmete. Nachdem er am 13. Februar 1830 die philosophische Dissertationsabhandlung De Graecae Mythologiae origine und Theses controversae verteidigt hatte, wurde er zum Doktor der Philosophie promoviert.  
Bereits seit 1828 als Hilfslehrer am Pädagogium in Halle tätig, wurde Büchner nach seinen Studien Michaelis 1830 Kollaborator an der lateinischen Schule des Waisenhauses in Halle. Im Januar 1831 erhielt er eine Adjunktenstelle an der Landesschule Pforta und zog drei Jahre später als Oberlehrer an das Gymnasium in Halberstadt. Jedoch auch hier blieb er nur kurze Zeit. Vier Monate später, 1834, wurde er Oberlehrer am Fridericianum Schwerin. Hier wurde er heimisch und verfasste einige Schriften. Zudem stieg er in der Berufshierarchie auf und wurde am 28. November 1865 Rektor, später Direktor der Bildungseinrichtung. 1874 erkrankte er schwer, so dass er im Sommer 1875 um seine Entlassung bitten musste. Den Rest seines Lebens schlug er sich mit der Krankheit herum, bis er schließlich verstarb.
Wilhelm Büchner war von 1835 bis 1844 Mitglied des Vereins für mecklenburgische Geschichte und Altertumskunde.

## Veröffentlichungen
- Theses controversae. Halle 1830
- M. Tulli Ciceronis pro Sexto Roscio Amerino Oratio. Recensuit, emendavit, scripturae varietatem, veterem Scholiastam selectas Variorum Annotationes suasque. Leipzig 1835 (Digitalisat)
- Carmen gratulatorim, dem Großherzoge Friedrich Franz I. zur Feier des Regierungs-Jubiläums 1835.
- Commentatio, qua M. Tullium Ciceronum orationis pro Archio poeta auctorem non esse demonstratur. Part. I. Schwerin 1839, Part. II. Schwerin 1841
- Carmen gratulatorum, der großen Stadtschule zu Wismar zur Feier ihres 300-jährigen Jubiläums gewidmet. 1841
- Über den Lebensplan des Cn. Pompeius Magnus. Erste Abteilung. Schwerin 1847, Zweite Abteilung 1849
- Carmen gratulatorum, zur Vermählung Sr. Königl. Hoheit des jetztregierenden Großherzogs. 1849
- Carmen gratulatorum, zur Wiedervermählung Sr. Kgl. Hoheit mit Anna, Prinzessin von Hessen und bei Rhein. 1864
- Adnotationes ad M. Tullii Ciceronis orationem pro Corn. Balbo habitam. Gratulationsschrift zum 300-jährigen Jubiläum des Großherzogl. Friedrich-Franz-Gymnasium in Parchim. 1864, Part II 1865
- De tabula Heracleensi commentatio. Gratulationsschrift zum 25-jährigen Direktor-Jubiläum des Direktors Carl Wex. 1854
- Über den Lebensplan des Cn. Pompeius Magnus. Zweite Abteilung. Schwerin 1849
- Annotationum criticarum ad M. Tullii Ciceronis orationem pro L. Cornelio Balbo. Partic. altera. Schwerin 1866 (Digitalisat)
- Carmen gratulatorum, zur Wieder-Vermählung Sr. Königl. Hoheit mit Marie, Prinzessin von Schwarzburg-Rudolstadt. 1868.
- Homerische Studien.
  - 1. Abteilung: Die Ebene von Troja und ihre Bedeutung für den Trojanischen Krieg.Schwerin 1871
  - 2. Abteilung: Die Sagen von Ilion und ihre Verbreitung nach Ionien. Homer und Kreophylos. Schwerin 1872